# Zacco sieboldii
Zacco sieboldii és una espècie de peix cipriniforme de la família dels ciprínids.

## Morfologia
Els mascles poden assolir els 12,5 cm de longitud total.

## Distribució geogràfica
És un endemisme del Japó.